# Alphonse Darville
Pour les articles homonymes, voir Darville.
Alphonse Darville, né à Mont-sur-Marchienne le 14 janvier 1910 et mort à Charleroi le 21 novembre 1990, est un sculpteur, médailleur et dessinateur belge.

## Biographie et œuvres
Alphonse Darville naît à Mont-sur-Marchienne le 14 janvier 1910. Son père, Gaston Darville (1885-1950), est traceur mécanicien puis marchand de bois. Sa mère, Odile Bacq (1887-1954), est repasseuse. Il est le père de Pierre d'Harville, photographe, professeur, directeur de l'Académie des Beaux-Arts de Charleroi et cofondateur du musée de la photographie à Charleroi.
Très jeune, il façonne des œuvres dans le liège, des blocs de craie et l'argile. Son instituteur, Roger Desaise, conseille au père de faire de son fils un sculpteur. Il accepte en pensant que celui-ci deviendra ornemaniste.
Alphonse est présenté au professeur de sculpture Isidore De Rudder de l'Académie royale des beaux-arts de Bruxelles où il étudie de 1924 à 1929. Il a comme autres professeurs Paul Du Bois, Jacques Marin, Égide Rombaux et Victor Rousseau. Il apprend également la sculpture sur bois chez un artisan de Mont-sur-Marchienne et fréquente l'Université du Travail à Charleroi où il suit des cours de dessin artistique chez Léon Van den Houten.
À la fin de ses études, il reçoit le prix Roger-Langbehn. En 1931, il reçoit le prix Godecharle partagé avec Vandenhaute et Fernand Débonnaires. Deux ans plus tard, il compte parmi les fondateurs du groupe l'Art vivant au pays de Charleroi avec notamment Gilberte Dumont, Gustave Camus et Marcel Delmotte. Dans ce groupe de jeunes artistes, Alphonse Darville s'attache à la tradition créatrice méditerranéenne. Ses œuvres sont imprégnées du style classique parfois teintées d'expressionnisme et de surréalisme.
Au cours de l'année 1935, il reçoit le premier Grand Prix de Rome. Cette même année, il réalise le groupe La Gloire et la Paix, installé à l'Hôtel de ville de Charleroi.
Le 11 septembre 1937, Alphonse Darville épouse Georgette Bousman (1915-2017). Le couple aura deux enfants, Pierre, né en 1939, et Claire, née huit ans plus tard. Ils habitent une villa moderniste construite à Marchienne-au-Pont par Marcel Leborgne à la demande d'Olivier Bousman, père de Georgette.
Alphonse Darville est mobilisé le 8 novembre 1939 à la veille de la Seconde Guerre mondiale et est retenu en captivité en Allemagne après la campagne des 18 jours. Il est libéré le 3 décembre 1942 grâce à des papiers de la Croix-Rouge qu'il avait falsifiés. En 1943, il participe à un groupe clandestin réuni autour d'Aimée Bologne-Lemaire dans son bureau au Lycée Vauban à Charleroi, la section culturelle du Conseil économique wallon de Charleroi.
En 1946, il refonde l'Académie des Beaux-Arts de Charleroi dont il est directeur jusqu'en 1972. Il y enseigne la sculpture. Il est membre de jurys et de diverses commissions des Beaux-arts, des Artistes des Cahiers du Nord, des Artistes du Hainaut, de la Société des Sciences, des Arts et des Lettres du Hainaut (1956), invité du groupe Nervia. Il siège au Conseil de perfectionnement de l'enseignement de l'architecture et des arts plastiques.
Alphonse Darville a collaboré avec Matila Ghyka, à plusieurs études sur le nombre d'or, dans la revue mensuelle « L'amour de l'Art », vers 1950. Il est l'auteur de plusieurs autres écrits et conférences sur l'art, l'artiste et l'enseignement artistique.
Parallèlement à sa carrière pédagogique, il poursuit une production artistique. Il crée des réalisations monumentales telles que le monument au Pont des Arches à Liège, à l'Albertine à Bruxelles, au Gouvernement provincial de Mons et  à l'Hôtel de Ville de Marcinelle. À Charleroi, il collabore au Palais des expositions , au Palais des beaux-arts, à l'Université du Travail, à l'église Saint-Christophe, l'Hôpital Civil, et la Banque Nationale. Dans cette ville il réalise également les monuments à Jules Destrée, Paul Pastur et Pierre Paulus. Dans cette ville également, quatre œuvres de style « Art déco » sculptées dans les années 1935, et dont on ne trouve pour ainsi dire pas d'équivalent à Charleroi, représentaient un footballeur, un joueur de basket, un lanceur de javelot et un quatrième sportif. Lors de travaux de rénovation du stade du Sporting de Charleroi dans les années 1980, elles furent abattues par un entrepreneur.
Il est l'auteur de très nombreux bustes et de près de cent médailles. Les médailles sont notamment présentées lors des expositions de la Fédération internationale de la médaille d'art (FIDEM) et celles organisées par le Cabinet des médailles de la Bibliothèque royale de Belgique.
Ses œuvres sont exposées dans des musées et institutions en Belgique, mais également à Paris et Budapest en ce qui concerne sa production de médailles. Des œuvres sont conservées dans des collections privées de par le monde

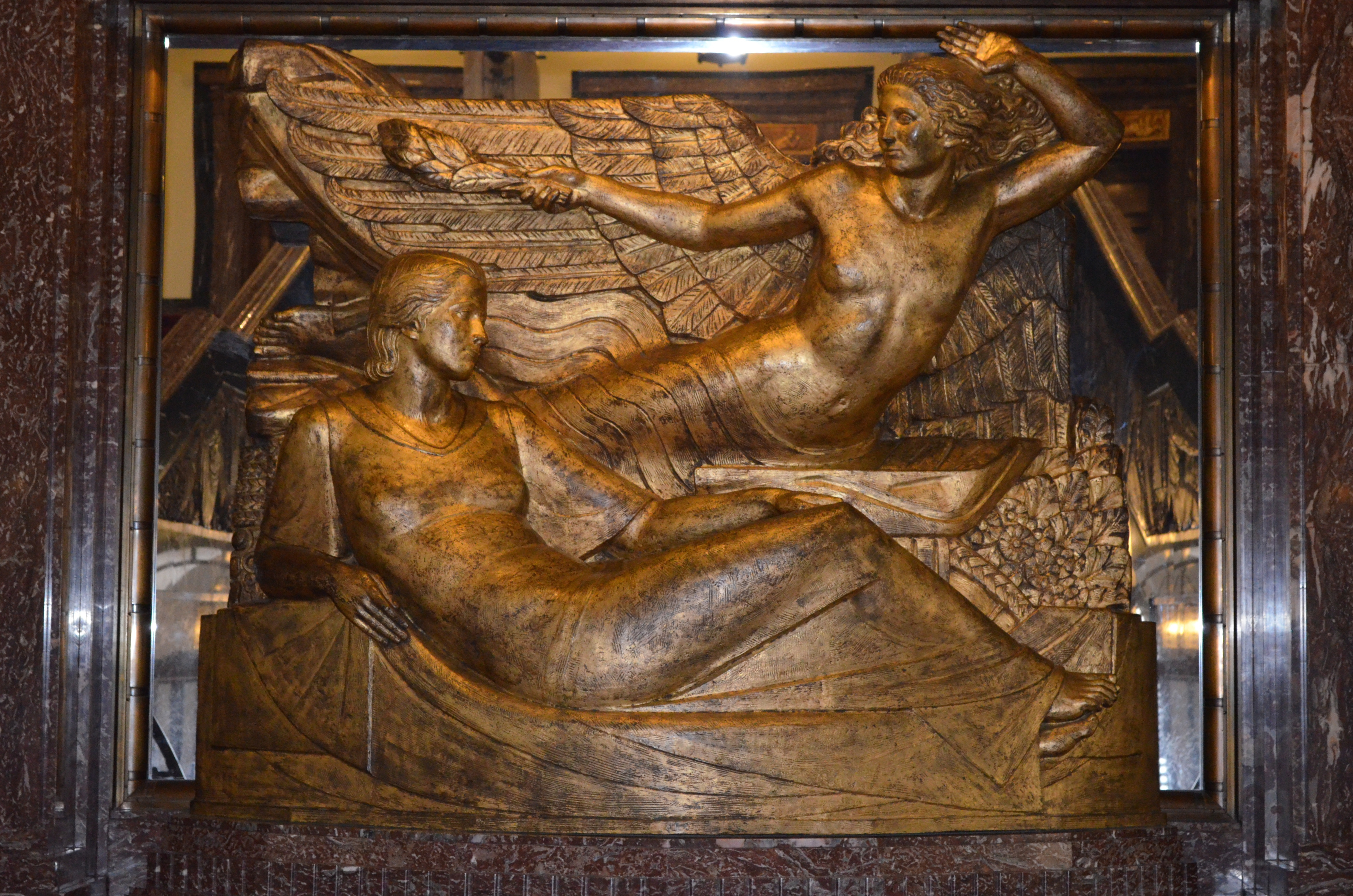
La Gloire et la Paix (1935-1936).
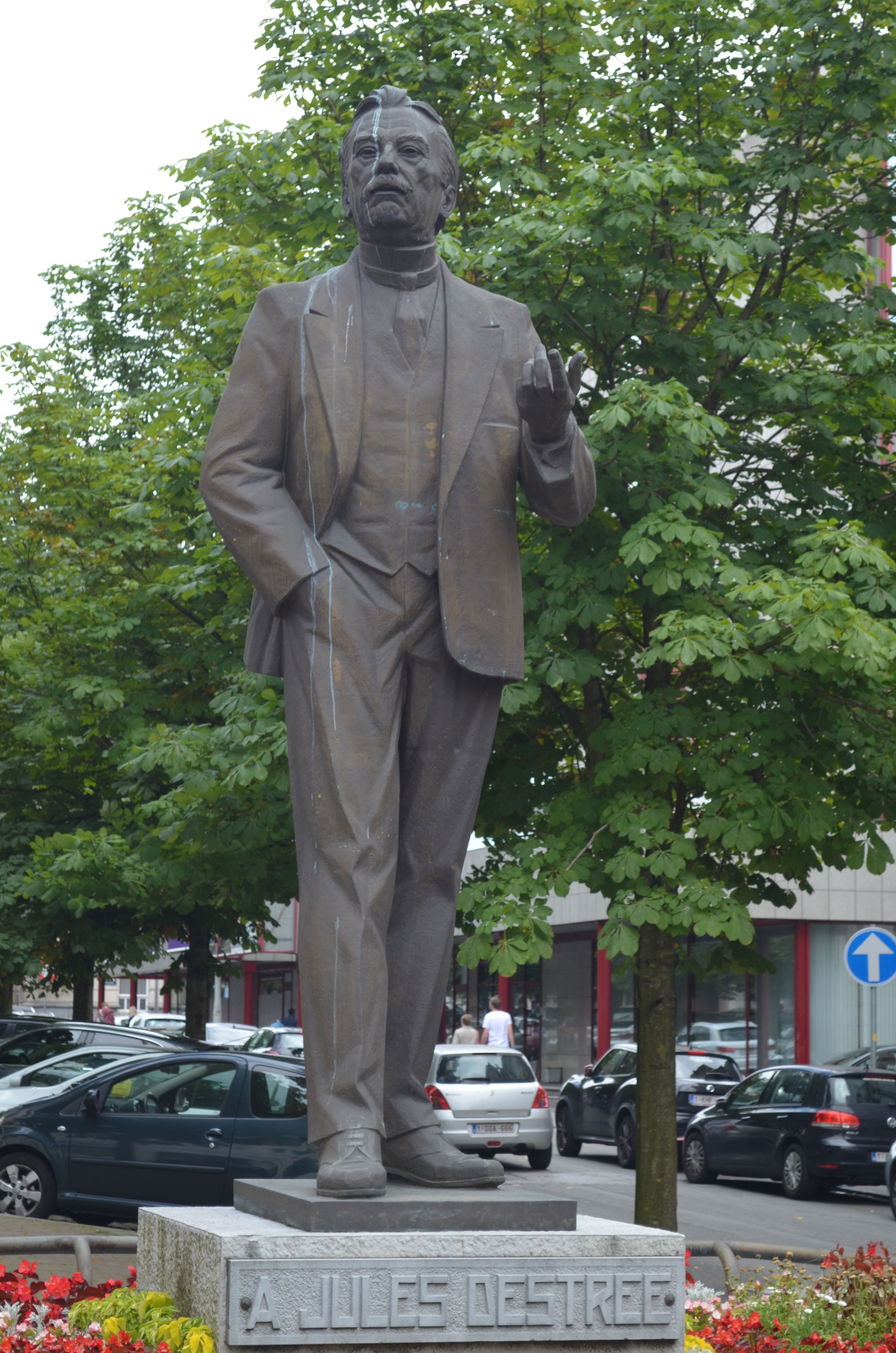
Jules Destrée (1956).
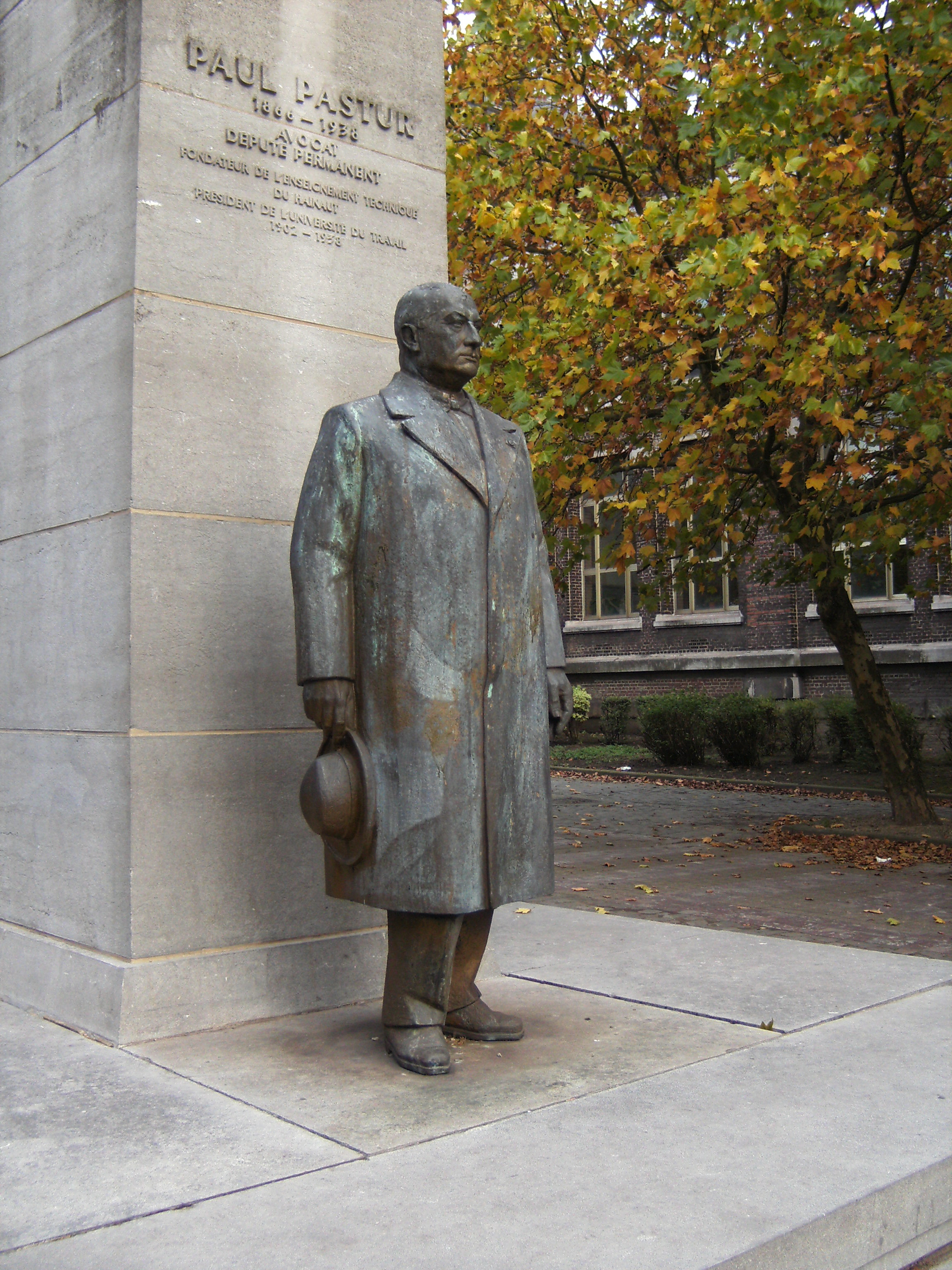
Paul Pastur (1950).
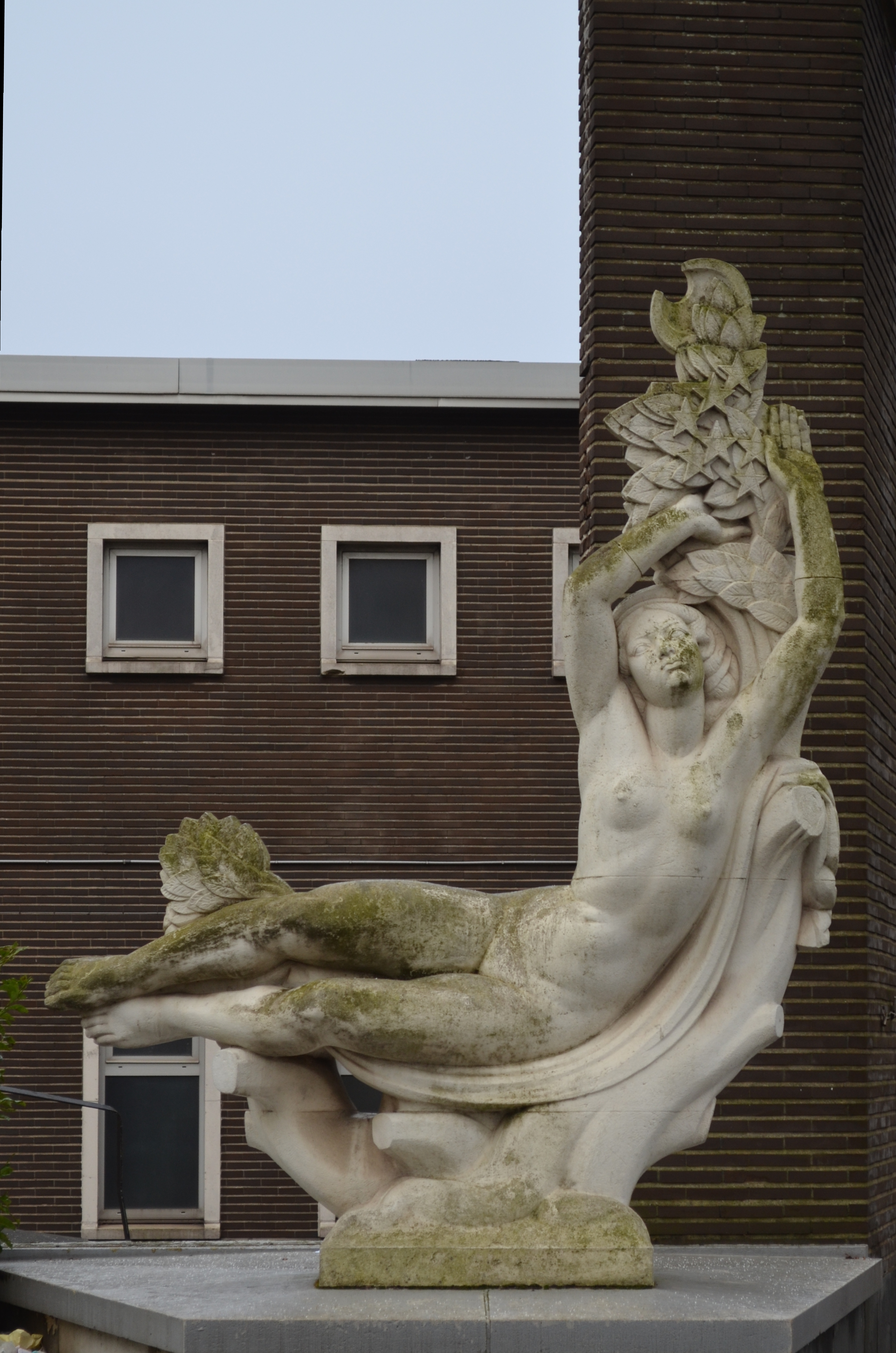
L'Espérance (1968).
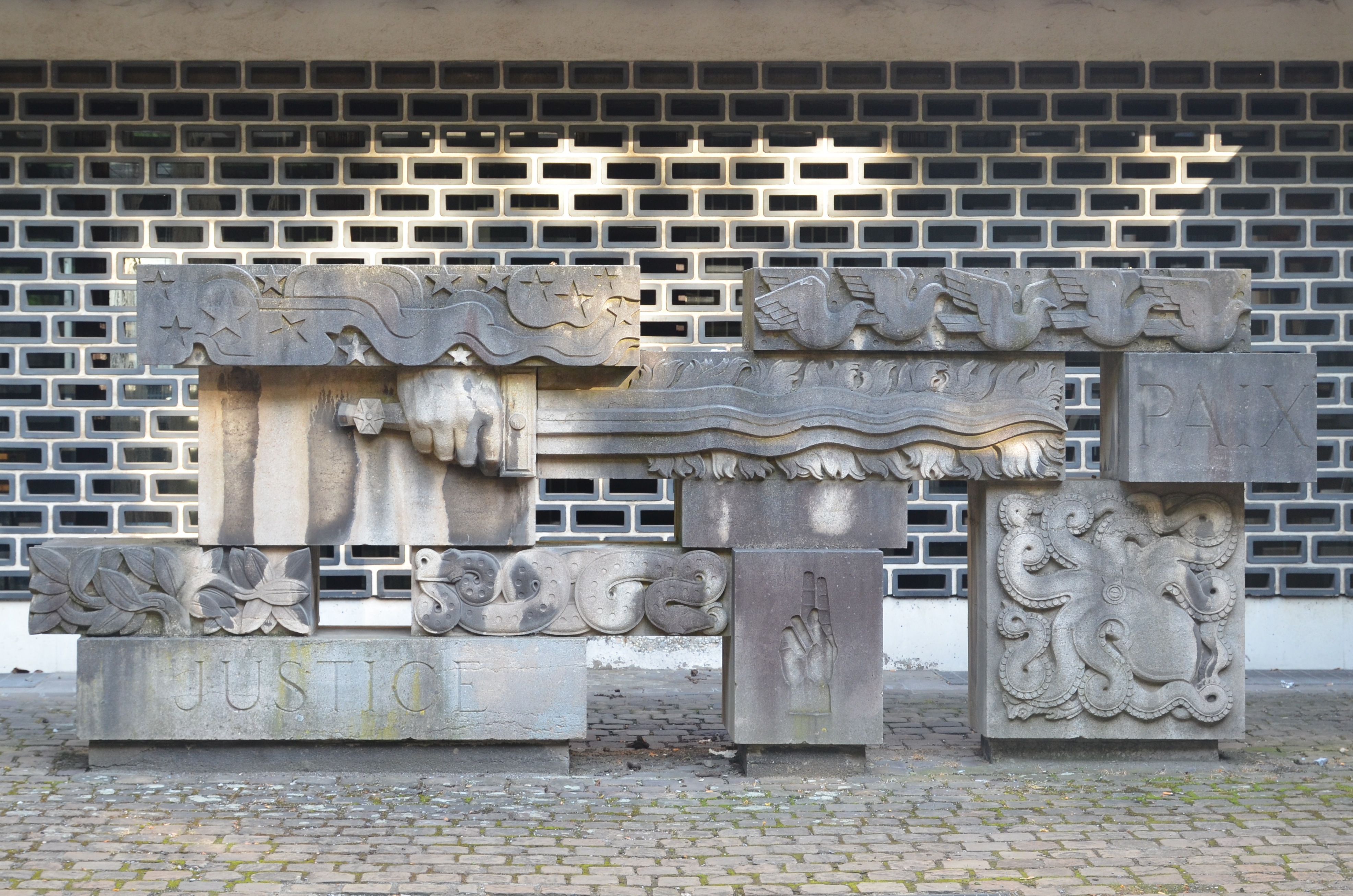
Palais de justice de Charleroi "La Justice" (1956).

## Hommage
Une plaque commémorative a été apposée sur sa maison natale par la Ville de Charleroi.
De même, la ville de Charleroi a donné son nom à une voirie, la « Contrescarpe A. Darville » où ont été placés quatre grands bas-reliefs en bronze, une de ses œuvres initialement installée dans le Passage de la Bourse. 
Son nom a été ajouté à l'Académie des Beaux-Arts « Alphonse Darville » de Charleroi dont il est le fondateur.

## Distinction
- Officier de l'ordre de la Couronne en 1965[11]